# ランベルト正角円錐図法

2標準緯線型のランベルト正角円錐図法

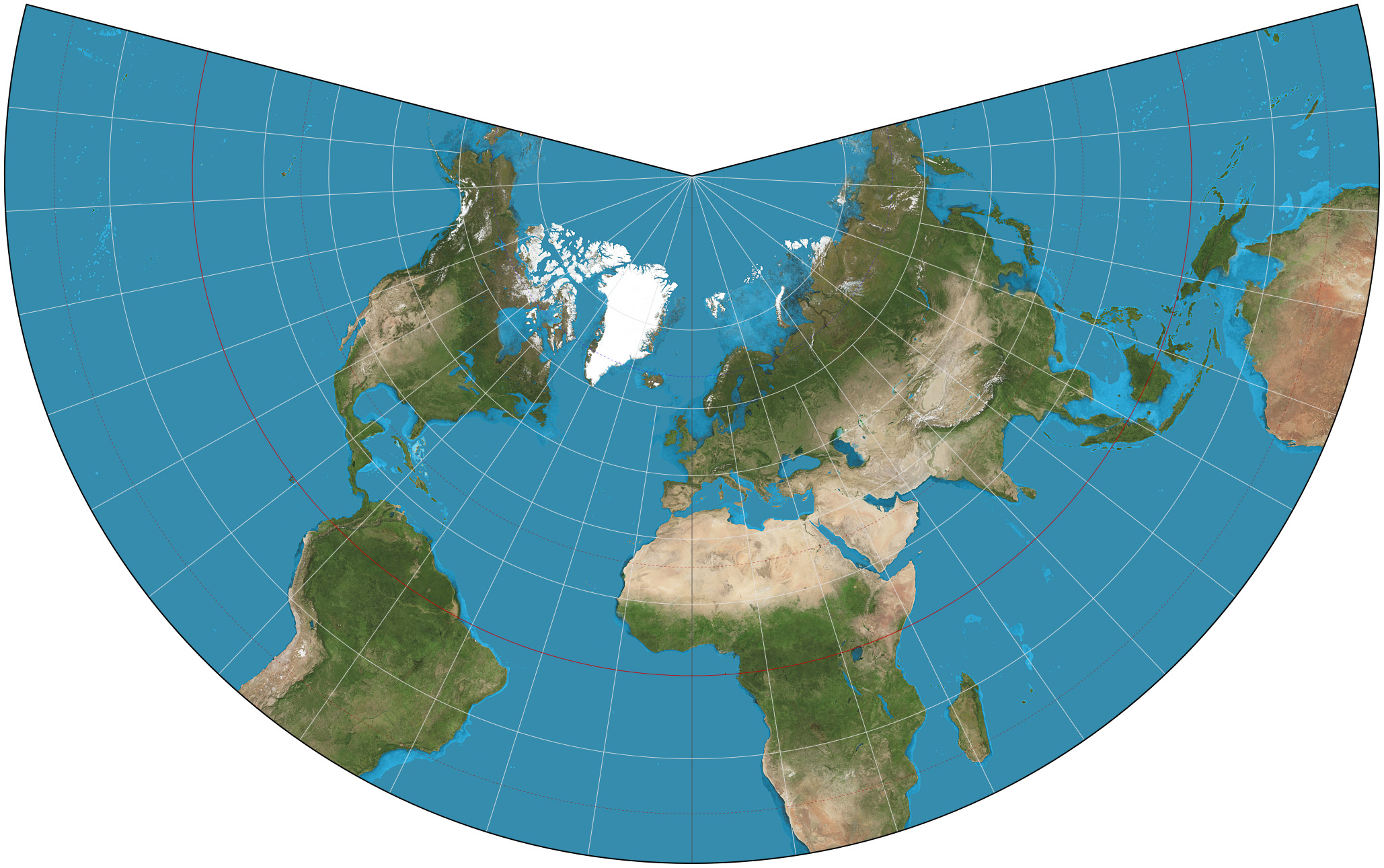
標準緯線を北緯20°及び北緯50°に設定したランベルト正角円錐図法

ランベルト正角円錐図法（ランベルトせいかくえんすいずほう）とは、投影法の一つで、正角図法の一種である。
北極点（もしくは南極点）を頂点とする扇形の地図である。緯線は極を中心とする同心円状に、経線は極から放射状に描かれる。地図上の全ての点において、緯線・経線の長さの比が地球楕円体面上における値と等しくなるように緯線の間隔を調整することで、角度・形を正しく表現している。
特に中緯度において歪みが小さく、地形図（フランスやベルギーなど）・航空図・天気図などに広く用いられる。日本の国土地理院発行の地図では、50万分の1地方図と100万分の1国際図で採用している。

## 表式
ランベルト正角円錐図法の式には、標準緯線 (standard parallel) を1つ指定する 1標準緯線型 又は 接円錐型 (tangent type) と、2つ指定する 2標準緯線型 又は 割円錐型 (secant type) がある。
以下では地球を赤道半径 a 、離心率 e の回転楕円体として説明する。

### 2標準緯線型
座標原点を極点にとり、極点から赤道へ向かう方向を正方向とした中央経線をX軸に設定し、当該中央経線の経度を λ0 とするとき、2つの標準緯度 φ1, φ2 に対して、緯度 φ、経度 λ の点を
{\displaystyle x=r(\varphi )\cos k(\lambda -\lambda _{0}),\quad y=r(\varphi )\sin k(\lambda -\lambda _{0})}
{\displaystyle r(\varphi )={\frac {N(\varphi _{1})\cos \varphi _{1}}{k}}\exp \left\{k(q(\varphi _{1})-q(\varphi ))\right\}}
に投影する。ただし、
{\displaystyle k={\frac {1}{q(\varphi _{1})-q(\varphi _{2})}}\ln \left({\frac {N(\varphi _{2})\cos \varphi _{2}}{N(\varphi _{1})\cos \varphi _{1}}}\right)}
であり、{\displaystyle q(\varphi )} 及び {\displaystyle N(\varphi )=a/{\sqrt {1-e^{2}\sin ^{2}\varphi }}} は、それぞれ緯度 φ に対する等長緯度及び卯酉線曲率半径である。
このとき、縮尺係数 m は
{\displaystyle m={\frac {r(\varphi )N(\varphi _{1})\cos \varphi _{1}}{r(\varphi _{1})N(\varphi )\cos \varphi }}={\frac {r(\varphi )N(\varphi _{2})\cos \varphi _{2}}{r(\varphi _{2})N(\varphi )\cos \varphi }}}
と表され、緯度 φ1, φ2 上における縮尺係数は同じ1となり、その間で小さくなる。
2つの緯度を指定して縮尺のばらつきをある程度抑えられるので、比較的広い範囲を対象とする場合は通常こちらが使われる。

### 1標準緯線型
1標準緯線型は、2標準緯線型における {\displaystyle \varphi _{1}=\varphi _{2}=\varphi _{0}} の極限と考えることができ、その際 {\displaystyle k=\sin \varphi _{0}} となるから
{\displaystyle x=r(\varphi )\cos\{(\lambda -\lambda _{0})\sin \varphi _{0}\},\quad y=r(\varphi )\sin\{(\lambda -\lambda _{0})\sin \varphi _{0}\}}
{\displaystyle r(\varphi )={\frac {N(\varphi _{0})}{\tan \varphi _{0}}}\exp \left\{(q(\varphi _{0})-q(\varphi ))\sin \varphi _{0}\right\}}
{\displaystyle m={\frac {N(\varphi _{0})\cos \varphi _{0}}{N(\varphi )\cos \varphi }}\exp \left\{(q(\varphi _{0})-q(\varphi ))\sin \varphi _{0}\right\}}
と表される。縮尺係数は標準緯線 φ0 上において最小になり（この式の場合だと1）、南北に離れるにつれて大きくなる。
指定パラメータが少なく、いくらか計算が楽なので、対象範囲が狭いアイスランドなどで使われることがある。

## 斜軸正角円錐図法
通常は各緯線上でそれぞれ縮尺が等しくなるように、概念図でいえば「円錐の頂点が北極か南極の方向に向くように」地図を作成するが、これを斜めに設定することもできる。実例は多くないが、日本の国土地理院が発行していた300万分の1「日本とその周辺」で、日本列島に沿う形で基準線を斜めに設定したことがある。